# Leipziger Straße (Weißenfels)

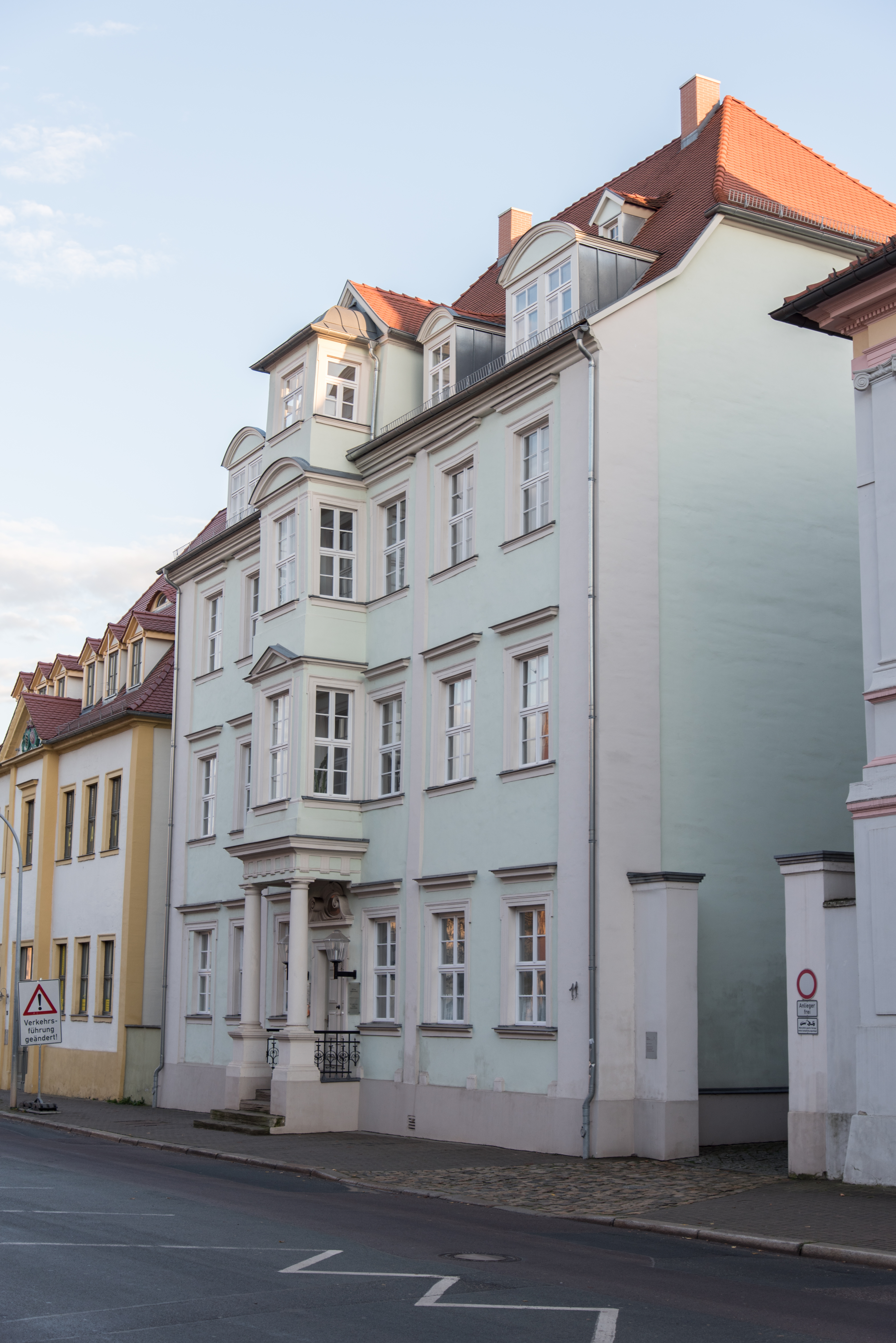
Altherzogliches Haus
Leipziger Straße 11

Die Leipziger Straße ist ein Denkmalbereich in der Stadt Weißenfels in Sachsen-Anhalt. Im örtlichen Denkmalverzeichnis ist die Straße unter der Erfassungsnummer 094 11285 verzeichnet.

## Allgemeines
In der Leipziger Straße in Weißenfels befinden sich viele unter Denkmalschutz stehende Gebäude, daher wurde die Straße zu einem Denkmalbereich erklärt. Einige der Gebäude sind unter einer eigenen Erfassungsnummer im örtlichen Denkmalverzeichnis eingetragen, andere gehören nur zum Denkmalbereich ohne eine eigene Erfassungsnummer.

## Gebäude

### Gebäude ohne eigene Erfassungsnummer

#### Hausnummer 100
Das Gebäude trägt den Namen Am Saalestrand und wurde nach einer Inschrift im Jahr 1726 erbaut. Es befinden sich zwei Gedenktafeln an der Nordwand des Gebäudes, die von den benachbarten bereits abgerissenen Gebäuden stammen. Beide Gedenktafeln stehen mit den Befreiungskriegen und mit dem preußischen Generalfeldmarschall Gebhard Leberecht von Blücher in Verbindung. Die Familie Illig eröffnete 1902 in diesem Gebäude eine Gaststätte. Das Gebäude war vom Hochwasser der Saale 1994 betroffen. Am 30. Juni 2012 ging der letzte Gastwirt der Familie Illig in den Ruhestand und die Gaststätte wurde geschlossen. Am 23. Juli 2012 brannte die Gaststätte Schultheiß am Markt ab und der dortige Wirt zog in das Gebäude ein. Ein Jahr später war das Gebäude wieder durch ein Hochwasser der Saale betroffen. Da der Saalestrand war ohnehin nur als Provisorium gedacht und so kehrte er im Oktober 2013 an den Markt zurück. Zeitweise enthielt das Gebäude auch eine Fleischerei.

### Gebäude mit Erfassungsnummer
- Hausnummer 1, Wohnhaus
- Hausnummer 9, Fürstenhaus
- Hausnummer 11, Palais
- Hausnummer 13, Palais
- Hausnummer 53, Wohnhaus
- Hausnummer 55, Wohnhaus
- Hausnummer 101, Ackerbürgerhof
- Hausnummer 107, Ausspanne
- Hausnummer 112, Herrenmühle
- Hausnummer 125, Villa